# Heterodera carotae
Heterodera carotae é um nematódeo patógeno de plantas. A espécie é também conhecida pelos nome populares em inglês: nematódeo-do-cisto-da-cenoura, nematódeo-da-raiz-da-cenoura.É encontrada na Índia, Cyprus e é considerada uma espécie invasora nos Estados Unidos da América.